# Кунаков Юрій Олександрович
Юрій Олександрович Кунаков (рос. Юрий Александрович Кунаков, 19 лютого 1990) — російський стрибун у воду, олімпійський медаліст.

## Виступи на Олімпіадах
| Олімпіада  | Дисципліна                   | Місце |
| ---------- | ---------------------------- | ----- |
| Пекін 2008 | синхронні стрибки з трамліна | 2     |